# Traité de Lima (1929)
Le traité de Lima, ou compromis de Tacna-Arica, est une série de documents de 1929 réglant le différend territorial du Pérou et du Chili au sujet des provinces de Tacna (attribuées au Pérou) et d'Arica (attribuées au Chili).

## Histoire
Selon le traité, le territoire de Tacna-Arica est divisé entre les deux pays, Tacna étant attribué au Pérou et le Chili conservant la souveraineté sur Arica. Le Chili accepte également de verser au Pérou une indemnité allant jusqu'à 6 millions de dollars. 
Le traité est signé le 3 juin 1929 à Lima par le représentant péruvien Pedro José Rada y Gamio et le représentant chilien Emiliano Figueroa Larrain. 
La controverse résulte directement de la guerre du Pacifique (1879-1883), un conflit opposant le Chili au Pérou et à la Bolivie. Le Chili avait remporté la guerre et conquis les territoires péruviens de Tarapacá, Tacna et Arica. Le gouvernement péruvien défait avait été contraint de signer le traité d'Ancón en 1883. 
Par ce traité, Tarapacá est annexé au Chili. Cependant, le sort de Tacna et d'Arica devait être décidé lors d'un plébiscite qui devait être organisé en 1893. En raison de points de vue différents, les deux pays n'ont pas pu se mettre d'accord sur les conditions de ce plébiscite et donc il n'a pas été tenu. Le Chili commence la colonisation des deux territoires en 1909. Le Pérou suit en 1911 avec une rupture des relations diplomatiques. En 1922, le Chili et le Pérou conviennent d'arbitrer le différend avec le président des États-Unis Coolidge qui nomme, en 1925, le premier arbitre américain, le général John J. Pershing ; le général William Lassiter (en) lui succède en 1926. Ni l'un ni l'autre des négociateurs n'ont réussi à sortir de l'impasse. Le secrétaire d'État américain, Frank B. Kellogg, suggère des négociations directes à Washington, en 1928 qui conduisent au traité de Lima de 1929. 
L'accord finalement conclu permet au Pérou de reprendre Tacna tandis que le Chili conserve Arica. Le Chili doit également faire certaines concessions, telles que la construction d'un quai administré par le Pérou à Arica et verser une indemnisation de six millions de dollars, entre autres dispositions. En 1999, le Chili et le Pérou décident enfin de mettre pleinement en œuvre le traité de Lima, donnant au Pérou un accès aux installations portuaires d'Arica.